# International Hydropower Association
De International Hydropower Association is een internationale non-profitorganisatie die waterkracht als energiebron promoot.  
DE IRA heeft leden in een 80-tal landen waaronder industrie, waterkrachtproducenten, wetenschappers en onderzoekers, lokale en nationale waterkrachtorganisaties. Het hoofdkwartier is te Londen.
De organisatie werd opgericht onder de vleugels van de UNESCO in 1995 om het gebruik en de verspreiding van kennis over waterkracht te promoten. 

## Organisatie
De organisatie wordt bestuurd door voorzitter Dr. Refaat Abdel-Malek (VS) samen met vijf, ondervoorzitters uit Australië, Canada, Duitsland, Brazilië, en Zuid-Afrika. Daarnaast zetelen 15 raadsleden uit Australië, Brazilië, Canada, China, Frankrijk, Duitsland, Zambia, India, Noorwegen, Rusland en Turkije samen met directeur Richard Taylor in de bestuursraad.
Rond deze raad bestaan er een aantal werkgroepen en ad-hocsubcomités.
De IHA is stichtend lid van de International Renewable Energy Alliance.

## Activiteiten
- Hydropower Sustainability Assessment Protocol
- Greenhouse Gas (GHG)
- Status of Freshwater Reservoirs Research Project.
- Hydropower Sustainability Assessment Protocol
- De International Hydropower Association World Congressen
  - IHAWC 2007 (Antalya),
  - IHAWC 2009 (Reykjavik), 23–26 juni
  - IHAWC 2011 (Iguassu), 14-17 juni
  - IHAWC 2013 (Kuching),

## IHA awards

### IHA Blue Planet Prize
In samenwerking met de UNESCO worden om de twee jaar de "IHA Blue Planet Prize" uitgereikt.
Lijst van winnaars
- 2001: King River Hydropower Development (Australië)
- 2003:
  - Palmiet Pumped Storage Scheme (Zuid-Afrika)
  - Salto Caxias Project (Brazilië)
- 2005:
  - Sechelt Creek power plant (Canada)
  - Arrow Lakes power plant (Canada)
  - Andhikhola Hydel and Rural Electrification scheme (Nepal)

### Mosonyi Award
Tijdens de slotceremonie van Hydro 2004 op 20 oktober 2004 te Porto werd dr. Emil Mosonyi als stichter en erevoorzitter gehuldigd. Sindsdien wordt ook de "Mosonyi Award" uitgereikt aan een lid dat zich verdienstelijk maakte.